# ローゼンダール (オランダ)
ローゼンダール（蘭: Roosendaal [ˈroːzə(n)daːl] ( 音声ファイル)）は、オランダ南部北ブラバント州の基礎自治体（ヘメーンテ）。

## 歴史
ローゼンダールが、"Rosendaele" の名前で、初めて文献に登場したのは1268年である。ローゼンダールは常に北ブラバント州の一部であった。街は中世において、泥炭ビジネスで繁栄したが、八十年戦争により街の成長は止まった。街はあちこち彷徨い歩く戦闘部隊に苦しめられた。彼らは見たものすべてを略奪、破壊した。数十年間、ローゼンダールの全住民は土地を放棄した。ホラント王ルイ・ボナパルトの治世下の1809年に市となった。

## 出身人物
- レオン・オルテル - 作曲家
- ビラル・ウルド＝シフ - サッカー選手
- フォンス・ラデメーカーズ - 映画監督